# KTM Racing
KTM Racing AG — австрийский производитель мотоциклов, велосипедов и суперкаров.
Компания была основана в 1934 году инженером Хансом Трункенпольцем в городе Маттигхофен. Сначала это была металлообрабатывающая мастерская «Kraftfahrzeuge Trunkenpolz Mattighofen». Производство мотоциклов началось в 1954 году.
КТМ известен своими внедорожными мотоциклами, однако в последние годы расширяет производство дорожных мотоциклов.

## Велосипеды КТМ
Велосипеды производит подразделение KTM Fahrrad GmbH.